# أيام الجنة (فلم)
أيام الجنة (بالإنجليزية: Days of Heaven) هو فيلم دراما تم إنتاجه في الولايات المتحدة وصدر في سنة 1978.

## طاقم التمثيل
- ريتشارد جير
- سام شيبارد

### ترشيحات وجوائز
| السنة | الحدث  | الفئة              | النتيجة |
| ----- | ------ | ------------------ | ------- |
| 1978  | أوسكار | أفضل تصوير سينمائي | فوز     |

## الميزانية والإيرادات
بلغت تكلفة إنتاج الفيلم حوالي 3,000,000 دولار بينما حقق أرباحا تقدر بـ 3,446,749 دولار.

## وصلات خارجية
- مقالات تستعمل روابط فنية بلا صلة مع ويكي بيانات